# Li Jianbo
Li Jianbo (né le 14 novembre 1986 à Qujing) est un athlète chinois, spécialiste de la marche athlétique.

## Biographie
En 2009, il remporte l'épreuve du 20 km marche lors des Championnats d'Asie disputés à Canton en Chine. En 2012, sur 50 km, il se classe septième des Jeux olympiques de Londres et porte son record personnel sur cette distance à 3 h 39 min 1 s.

### Palmarès
| Date | Compétition           | Lieu    | Résultat | Épreuve      |
| ---- | --------------------- | ------- | -------- | ------------ |
| 2008 | Jeux olympiques       | Pékin   | 14e      | 50 km marche |
| 2009 | Championnats d'Asie   | Canton  | 1er      | 20 km marche |
| 2009 | Championnats du monde | Berlin  | 12e      | 20 km marche |
| 2011 | Championnats du monde | Daegu   | 25e      | 50 km marche |
| 2012 | Jeux olympiques       | Londres | 7e       | 50 km marche |

### Records
| Épreuve      | Performance     | Lieu    | Date          |
| ------------ | --------------- | ------- | ------------- |
| 20 km marche | 1 h 18 min 52 s | Taicang | 1er mars 2013 |
| 50 km marche | 3 h 39 min 1 s  | Londres | 11 août 2012  |